# 유민상 (1921년)
유민상(劉敏相, 1921년 7월 21일 ~ 2000년 12월 29일)은 대한민국의 정치인이다. 제4대 법제처 처장이며, 제9대 국회의원을 지냈다.

## 학력
- 경성제국대학 예과 문과 학사
- 경성제국대학 법학 학사

## 생애
1921년 일제강점기(일본제국)에서 태어나 경성제국대학에서 예과 문과 학사, 법학 학사 학위를 수여하였다. 증조부는 조선시대의 대도호부사이며, 고조부는 이조판서, 현조부는 동지중추부사이다.
8.15 광복 후 서울대학교 법과대학 강사, 대한민국 국회 민의원 법제사법위원회 전문위원, 이화여자대학교 법정대학 부교수 등을 지냈다.
1961년 5.16 군사정변으로 국가재건최고회의 법제사법위원회 자문위원으로 활동했다. 
1963년부터 법제처 차장, 1969년부터 1973년까지 제4대 법제처 처장을 지냈다. 
1973년 제9대 국회의원 선거에서 유신정우회 소속으로 국회의원에 임명되었다.
2000년 12월 29일 오전 11시 10분 숙환으로 별세했다. 향년 79세.

## 약력
- 1948년: 서울대학교 법과대학 강사
- 1956년: 대한민국 국회 민의원 법사위원회 전문위원
- 1957년: 이화여자대학교 법정대학 부교수
- 1961년: 국가재건최고회의 법사위원회 자문위원
- 1963년: 법제처 차장(박정희 내각)
- 1969년~1973년: 법제처 처장(박정희 내각)
- 1973년~1976년: 제9대 국회의원(유신정우회)

## 서훈 내역
- 레오폴드 훈장 대수장

## 역대 선거 결과
| 실시년도 | 선거 | 대수 | 직책     | 선거구           | 정당       | 득표수 | 득표율      | 순위 | 당락 | 비고 |
| -------- | ---- | ---- | -------- | ---------------- | ---------- | ------ | ----------- | ---- | ---- | ---- |
| 1973년   | 총선 | 9대  | 국회의원 | 통일주체국민회의 | 유신정우회 |        | \| \| 0% \| | 지명 |      | 초선 |
|          | 0%   |      |          |                  |            |        |             |      |      |      |